# Карнаух Віктор Вікторович
Ві́ктор Ві́кторович Карнау́х (29 жовтня 1979 — 29 серпня 2014) — прапорщик Збройних сил України, учасник російсько-української війни.

## Короткий життєпис
Народився 1979 року в селі Леонтовичеве (Новоукраїнський район, Кіровоградська область). Закінчив Новоукраїнську ЗОШ № 3. Пройшовши військову строкову службу, лишився за контрактом. Здобув вищу освіту у Центральноукраїнському державному педагогічному університеті ім. В.Винниченка. Прапорщик, командир розвідгрупи 3-го окремого полку спецпризначення.
Загинув 29 серпня 2014 року поблизу села Червоносільське під час виходу з «Іловайського котла» на дорозі від села Многопілля.
Вважався зниклим безвісти. 3 вересня 2014-го тіло Віктора разом з тілами 96 інших загиблих у Іловайському котлі було привезено до дніпропетровського моргу. 16 жовтня тимчасово похований на Краснопільському цвинтарі Дніпропетровська як невпізнаний Герой.
Упізнаний за тестами ДНК, 24 липня 2015 року перепохований на Рівнянському кладовищі в Кропивницькому.
Залишилися дружина та син 2011 р. н.

## Нагороди та вшанування
За особисту мужність і героїзм, виявлені у захисті державного суверенітету та територіальної цілісності України, вірність військовій присязі під час російсько-української війни, відзначений — нагороджений
- 10 жовтня 2015 року — орденом Богдана Хмельницького III ступеня (посмертно)[1]
- в Новоукраїнській ЗОШ № 3 відкрито пам'ятну дошку випускнику Вікторові Карнауху
- Його портрет розміщений на меморіалі «Стіна пам'яті полеглих за Україну» у Києві: секція 3, ряд 9, місце 25
- Вшановується 29 серпня на щоденному ранковому церемоніалі вшанування українських захисників, які загинули цього дня у різні роки внаслідок російської збройної агресії[2]
- Іловайський Хрест (посмертно)